# Chey Tae-won

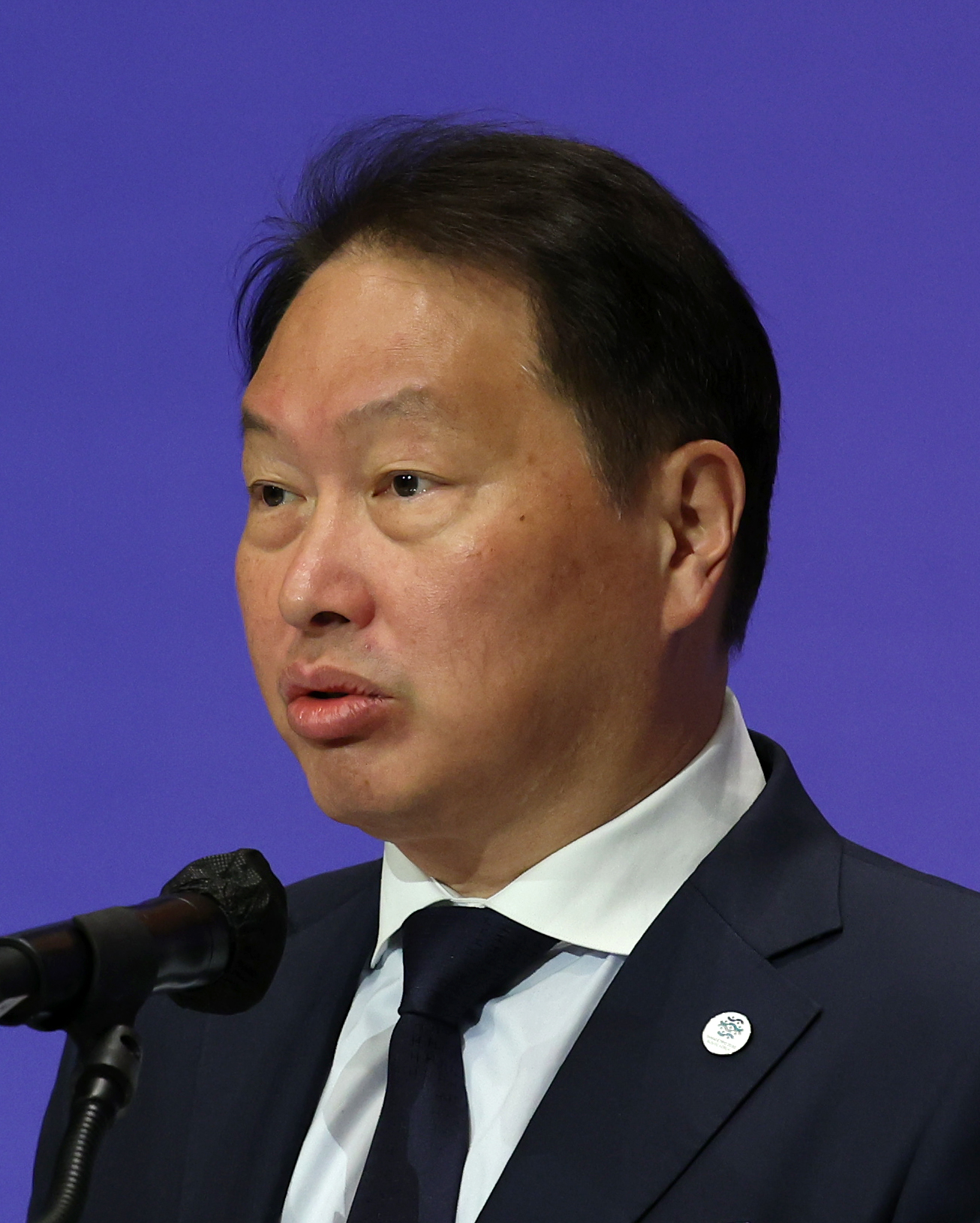
Chey Tae-won, 2023

Chey Tae-won (* 3. Dezember 1961) ist ein südkoreanischer Manager.

## Leben
Chey Tae-won leitete seit 1988 als Nachfolger seines Vaters das südkoreanische Unternehmen SK Group, das von seinem Onkel gegründet wurde. Im Dezember 2012 trat er als Vorsitzender zurück und Kim Chang-keun folgte ihm auf diesen Posten nach. Chey bleibt größter Aktionär. Ende Januar 2013 wurde er wegen Unterschlagung zu einer vierjährigen Gefängnisstrafe verurteilt und 2015 begnadigt. Er gehört nach Angaben des US-amerikanischen Forbes Magazine zu den reichsten Südkoreanern. Chey Tae-won war mit Roh Soh-yeong verheiratet, welche die Tochter des ehemaligen südkoreanischen Präsidenten Roh Tae-woo ist. Mit ihr hat er drei Kinder und ein viertes aus einer unehelichen Beziehung.